# Дуглас, Арчибальд, 8-й граф Ангус
Арчибальд Дуглас (англ. Archibald Douglas; 1555—4 августа 1588), 8-й граф Ангус (1558—1588), 5-й граф Мортон (1586—1588) — шотландский барон, глава клана Дугласов, лидер партии радикальных протестантов в период правления короля Якова VI.
Арчибальд Дуглас был сыном Давида, 7-го графа Ангуса, и унаследовал графство в возрасте трех лет. Воспитателем Арчибальда стал граф Мортон, регент Шотландии в 1572—1580 гг. и один из лидеров протестантов страны. В период регентства Мортона Ангус вошёл в состав правительства, в 1574 г. был назначен генерал-лейтенантом Северной Шотландии, а в 1578 г. всего шотландского королевства. После падения Мортона в 1580 г. Ангус предпринял безуспешную попытку спасти своего учителя от смерти и обратился к королеве Англии с просьбой организовать интервенцию в поддержку регента. После казни Мортона в июне 1581 г. Ангус эмигрировал в Англию.
После смерти Мортона Арчибальд Дуглас стал лидером шотландских ультра-протестантов, требующих реформирования церкви в пресвитерианском духе и отказа от любых контактов с католическими державами. В 1582 г. ультра-протестантам во главе с Уильямом Рутвеном удалось захватить короля и власть в стране. Переворотом немедленно воспользовался Ангус для возвращения в Шотландию. Сформированное ультра-протестантское правительство начало проводить пресвитерианские реформы и попыталось заключить военный союз с Англией.
В 1583 г. Якову VI удалось освободиться из-под власти Рутвена и Ангуса и с помощью консервативно настроенных баронов Северной Шотландии изгнать ультра-протестантов. Ангус вновь попытался поднять восстание, но королевские войска быстро подавили мятеж и вынудили графа бежать в Англию. Владения Ангуса были конфискованы. Оставаясь в Англии, Ангус продолжал организовывать сопротивление шотландских пресвитериан правлению Якова VI и его нового министра графа Аррана. Штаб-квартирой Ангуса стал Ньюкасл. Активную помощь в политической деятельности Арчибальду Дугласу оказывали ближайшие советники королевы Елизаветы I, Фрэнсис Уолсингем и Роберт Сесил.
В октябре 1585 г. Ангус и другие ультра-протестантские эмигранты вернулись в Шотландию и легко одержали победу над графом Арраном. Король Яков VI, желая улучшить отношения с Англией и завершить период непрекращающейся борьбы между различными группировками знати, был готов к формированию умеренного правительства «среднего пути». Ангусу были возвращены его владения, он был привлечен к участию в королевской администрации. В 1586 г. ему было пожаловано графство Мортон, конфискованное в пользу казны после падения регента Мортона.
В 1588 г. Ангус скончался. Его смерть обезглавила партию ультра-протестантов Шотландии и позволила королю Якову VI развернуть программу умеренных реформ.